# Kostel Panny Marie (Liptovská Sielnica)
Kostel Panny Marie (slovensky kostol Panny Márie) se nachází u vodní nádrže Liptovská Mara na řece Váhu po kopcem a archeoskanzenem Havránok v okrese Liptovský Mikuláš v Žilinskom kraji na Slovensku. Kostel byl hlavním střediskem duchovního života středověkého Liptova. První písemná zmínka o tomto raně gotickém kostele pochází z roku 1288 a kostel byl postaven asi v letech 1260 až 1280 na místě bývalého románského kostela. Kostel prošel ve své historii několika stavebními úpravami a byl centrem dění v oblasti. V roku 1378 se zde byl odsouzen k trestu smrti liptovský zeman Ján Literát z Madočian za padělání královských donačních listin. Kostel byl využíván katolickou i evangelickou církví.
V souvislosti s výstavbou Liptovské Mary je v Muzeu Liptovské dědiny v Pribylině postavená věrná kopie tohoto kostela. Na místě je už jen věž kostela a ruiny obvodových zdí.

## Galerie

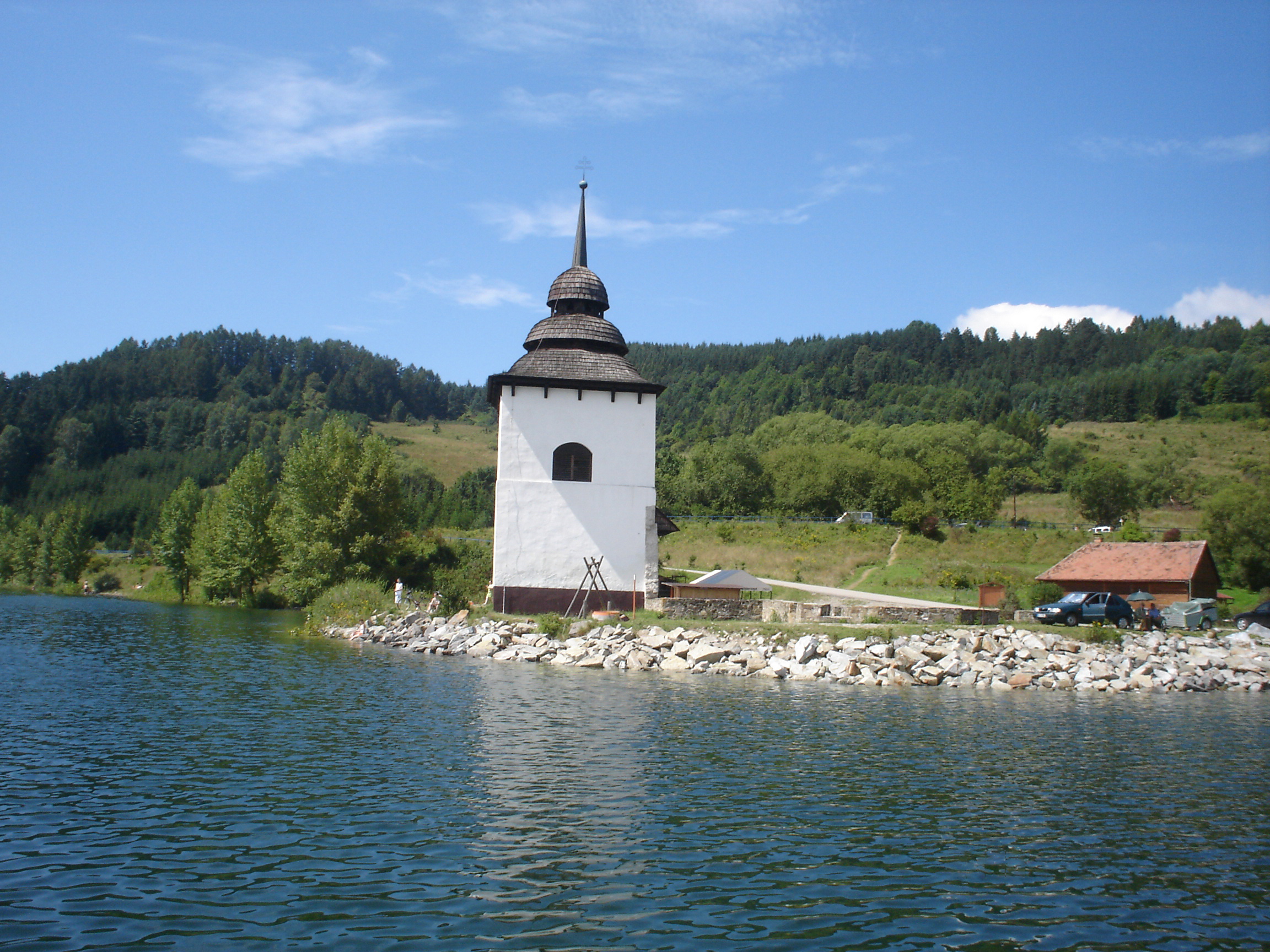
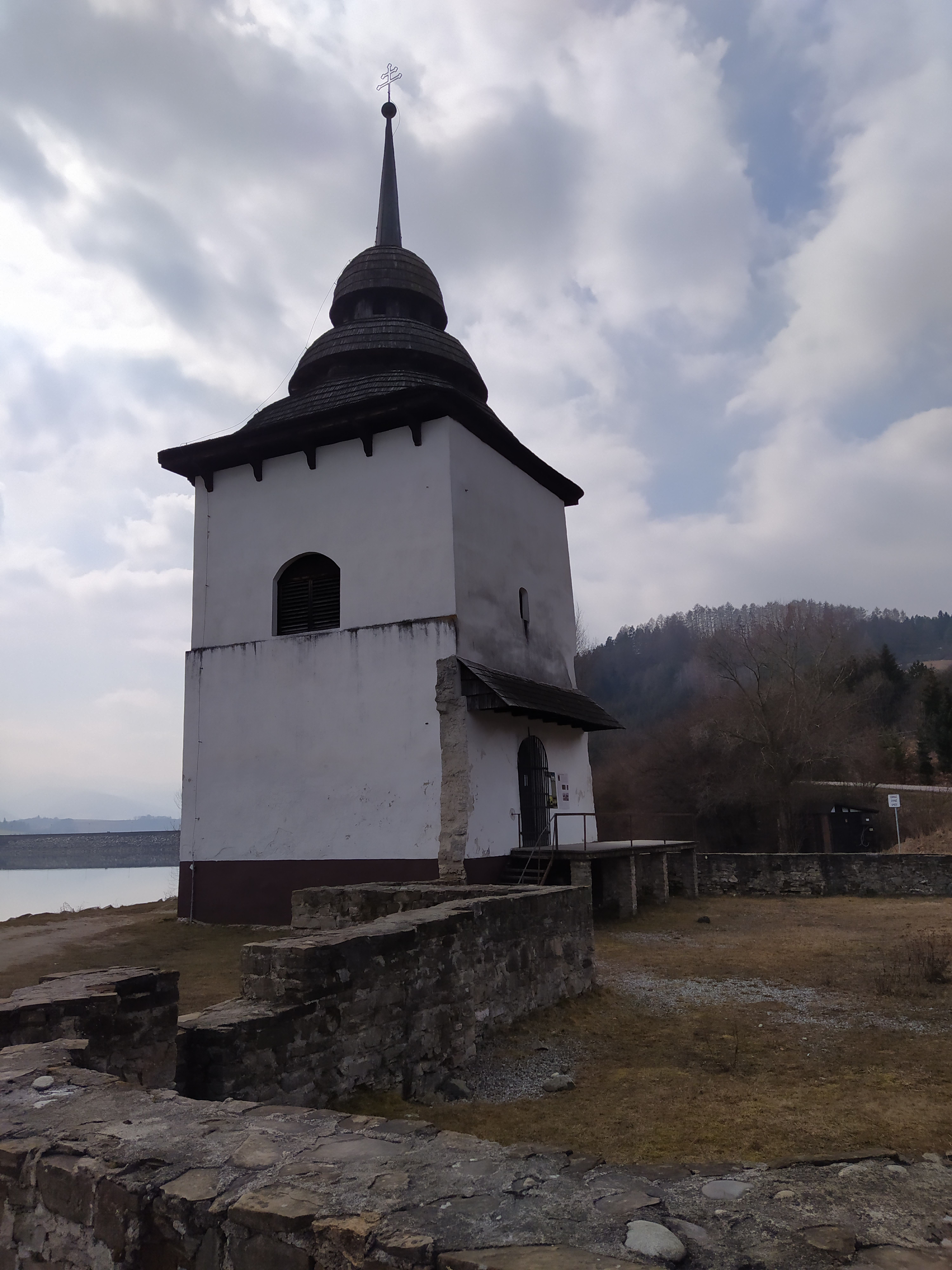